# Anton Webern
Anton Webern (Viena, 3 de desembre de 1883 - Mittersill, Salzburg, 15 de setembre de 1945) fou un compositor austríac. Va ser membre de l'anomenada Segona Escola de Viena. Com a estudiant i brillant seguidor d'Arnold Schönberg, és un dels més coneguts exponents del dodecafonisme; a més, les seues innovacions referents a l'organització sistemàtica d'altura, ritme i dinàmica van ser decisives per a l'estil musical conegut més tard com serialisme.

## Biografia

### Inicis
Webern va nàixer a Viena, Àustria, i va ser batejat com Anton Friedrich Wilhelm von Webern. Mai no va usar els seus noms intermedis, deixant el von el 1918. Després de passar bona part de la seua joventut a Graz i Klagenfurt, Webern va ingressar a la Universitat de Viena el 1902. Va estudiar musicologia amb Guido Adler, i va presentar una tesi sobre els Choralis Constantinus del compositor renaixentista Heinrich Isaac. Aquest interès per la música antiga influiria molt en la seua tècnica compositiva anys més tard.

### La Segona Escola de Viena
Va estudiar composició amb Arnold Schönberg. Al graduar-se va escriure el seu Passacaglia, Op. 1 el 1908. Va conèixer Alban Berg, que també era alumne de Schönberg, i aquestes dues amistats serien les més importants de la seua vida en marcar decisivament el seu camí musical. Després de finalitzar els estudis, va ocupar la plaça de director musical en els teatres d'Ischl, Teplitz, Gdańsk, Stettin i Praga abans de tornar a Viena. Ací va ajudar a tirar endavant la Societat per a Execucions Musicals Privades que dirigia Schoenberg i va dirigir l'Orquestra Simfònica de Treballadors de Viena des de 1922 fins a 1934 on, entre d'altres alumnes, va tenir a Humphrey Searle.

### Durant el nazisme
La música de Webern va ser denunciada com "Bolxevisme cultural" quan el Partit Nazi va envair Àustria el 1938. A partir d'aquell moment va patir dificultats per treballar, trobant finalment ocupació com a editor i corrector per a l'editorial que publicava la seva música, Universal Edition. Webern va deixar Viena el 1945 i se'n va anar a Mittersill, prop de Salzburg buscant una major seguretat.

### Mort a l'Àustria ocupada pels aliats
El 15 de setembre de 1945, de tornada a casa seva durant l'ocupació aliada d'Àustria, Webern va ser assassinat a trets per un soldat de l'exèrcit nord-americà després de la detenció del seu gendre per activitats del mercat negre. Aquest incident es va produir quan, tres quarts d'hora abans d'entrar en vigor el toc de queda, va sortir de la casa per no molestar els seus nets que dormien, per fumar un cigar que li havia donat aquell vespre el seu gendre. El soldat responsable de la seva mort fou el cuiner Raymond Norwood Bell, de Carolina del Nord, que va ser vençut pels remordiments i va morir d'alcoholisme el 1955.
L'esposa de Webern, Wilhelmine Mörtl, va morir el 1949. Van tenir tres filles i un fill.

## La música de Webern
Condemnat al fracàs total en un món sord d'ignorància i indiferència, inexorablement va continuar polint els seus diamants, els seus impressionants diamants, de les mines dels quals tenia un perfecte coneixement. — Ígor Stravinski
Webern no va ser un compositor prolífic; només trenta-una de les seues composicions van ser publicades en vida seva. Quan Pierre Boulez va dirigir un projecte per a gravar totes les seues obres, incloent aquelles sense número d'opus, el resultat final només va ocupar sis CD (l'enregistrament de l'obra amb números d'opus opus de l'1 al 31, ocupa solament tres CD). No obstant això, la seva influència sobre els compositors posteriors, i particularment sobre l'avantguarda de la postguerra, és immensa. Les seves obres de maduresa, basades en el dodecafonisme d'Arnold Schönberg, tenen una claredat de textura i una fredor emocional que va influir profundament a compositors com Pierre Boulez i Karlheinz Stockhausen.

### Característiques
Com en la majoria dels compositors, la música de Webern va canviar a través del temps. No obstant això, es distingeix per les seues textures molt espartanes, en les quals cada nota pot ser clarament escoltada; escollint amb cura els timbres, dona instruccions molt detallades per als executants i usa tècniques instrumentals poc habituals (flutter tonguing, col legno, i d'altres); té salts melòdics freqüents sobre intervals de segona menor, sèptima major i novena menor; i són generalment molt breus: les Sis Bagatel·les per a quartet de corda (1913), per exemple, dura prop de tres minuts en total.
Les obres més primerenques de Webern són d'un estil postromàntic. No van ser publicades mentre va viure. Aquestes inclouen el poema simfònic orquestral Im Sommerwind (1904) i el Langsamer Satz (1905) per a quartet de corda.

### Harmonia
L'obra amb què Webern va finalitzar els seus estudis va ser la Passacaglia per a orquestra (1908). Harmònicament, és un pas cap a un llenguatge més avançat, i l'orquestració és distintiva. Però té poca relació amb les obres de maduresa per les quals és més conegut avui dia. Un element distintiu és la forma musical escollida: la passacaglia és una forma que data del segle xvii, i una característica distingida de les obres posteriors de Webern va ser l'ús de tècniques compositives tradicionals (especialment el cànon) i formes tradicionals (la Simfonia, el Trio de Corda, les Variacions per a piano) en un llenguatge harmònic i melòdic molt més modern.
Durant uns anys, Webern va escriure peces en atonalitat lliure, seguint l'estil de les primeres obres atonals de Schönberg. En les Drei Geistliche Volkslieder (1925) va emprar per primera vegada el dodecafonisme de Schönberg, i totes les seues obres posteriors van usar la mateixa tècnica. El Trio de corda (1927) va ser la seua primera obra instrumental en què va usar la tècnica dodecafònica (les anteriors eren cançons) i la primera a usar una forma musical tradicional.
A les sèries dodecafòniques de Webern les notes estan ordenades en quatre grups de tres i cadascun d'ells és una variació de l'altre, de manera que es produeix una invariació. Açò dona a l'obra de Webern una gran unitat motívica. Un altre tret típic de la seua música és la seua tècnica de donar cada una o dues notes d'una simple línia melòdica a instruments distints. Aquesta tècnica es denomina Klangfarbenmelodie o melodia de colors.
Les últimes obres de Webern semblen indicar un nou desenvolupament en el seu estil. Les dues últimes Cantates, per exemple, usen grups instrumentals més grans que les seues obres anteriors, són més llargues (la primera dura al voltant de nou minuts; la segona setze), són de textures més denses, i usen sèries més simples, sense l'organització intervàl·lica interna de les seues obres intermèdies. La seua mort prematura, després de finalitzar la Cantata No. 2 de 1943, va impedir conèixer els resultats d'aquesta evolució en la seva tasca compositiva.

## Llista d'obres

### Obres amb número d'opus
Les obres amb número d'opus són aquelles que Webern va veure publicades durant la seua vida, més unes poques obres publicades després de la seua mort. Aquestes constitueixen el corpus principal de la seua obra. A banda d'algunes de les seues obres juvenils i unes poques obres de maduresa que no tenen número d'opus, són les més habitualment interpretades en l'actualitat:
- Op. 1: Passacaglia, per a orquestra (1908)
- Op. 2: Entflieht auf Leichten Kähnen, per a cor a cappella (1908)
- Op. 3: Cinc Lieder del Der Siebente Ring, per a veu i piano (1907-08)
- Op. 4: Cinc Lieder sobre poemes de Stefan George, per a veu i piano (1908-09)
- Op. 5: Cinc Moviments per a quartet de corda (1909)
- Op. 6: Sis Peces per a gran orquestra (1909-10, revisades el 1928)
- Op. 7: Quatre Peces per a violí i piano (1910)
- Op. 8: Dos Lieder sobre poemes de Rainer Maria Rilke, per a veu i piano (1910)
- Op. 9: Sis Bagatel·les per a quartet de corda (1913)
- Op 10: Cinc Peces per a orquestra (1911-13)
- Op. 11: Tres Petites Peces per a violoncel i piano (1914)
- Op. 12: Quatre Lieder per a veu i piano (1915-17)
- Op. 13: Quatre Lieder per a veu i piano (1914-18)
- Op. 14: Sis Lieder per a veu, clarinet, clarinet baix, violí i violoncel (1917-21)
- Op. 15: Cinc Cançons Sacres per a veu i petit conjunt (1917-22)
- Op. 16: Cinc cànons sobre textos en llatí per a soprano, clarinet i clarinet baix (1923-24)
- Op. 17: Tres Rimes Tradicionals per a veu, violí (també viola), clarinet i clarinet baix (1924)
- Op. 18: Tres Lieder per a veu, clarinet en Mi bemoll i guitarra (1925)
- Op. 19: Dos Lieder per a cor mixt, celesta, guitarra, violí, clarinet i clarinet baix (1926)
- Op. 20: Trio de Corda (1927)
- Op. 21: Simfonia de cambra (1928)
- Op. 22: Quartet per a violí, clarinet, saxòfon tenor i piano (1930)
- Op. 23: Tres cançons del Viae inviae de Hildegard Jone per a veu i piano (1934)
- Op. 24: Concert per a flauta, oboè, clarinet, trompa, trompeta, violí, viola i piano (1934)
- Op. 25: Tres Lieder sobre textos de Hildegard Jone per a veu i piano (1934-35)
- Op. 26: Des Augenlicht sobre un text de Hildegard Jone per a cor mixt i orquestra, (1935)
- Op. 27: Variacions per a piano (1936) - exemple dels primers compassos (ogg format, 19 segons, 85 KB)
- Op. 28: Quartet de Corda (1937-38) - la sèrie dodecafònica d'aquesta obra està basada en el motiu BACH
- Op. 29: Cantata No. 1 per a soprano, cor mixt i orquestra (1938-39)
- Op. 30: Variacions per a orquestra (1940)
- Op. 31: Cantata No. 2 per a soprano, baix, cor i orquestra (1941-43)

### Obres sense número d'opus
- Tres poemes per a veu i piano (1899-1903)
- Vuit Lieder juvenils per a veu i piano (1901-4)
- Tres Lieder d'Avenarius per a veu i piano (1903-4)
- Im Sommerwind, idil·li per a gran orquestra (1904)
- Langsamer Satz per a quartet de corda (1905)
- Quartet de corda (1905)
- Moviment de sonata per a piano (1906)
- Cinc Lieder amb text de Dehmel per a veu i piano (1906-8)
- Quintet per a piano i corda (1907)
- 5 Peces per a orquestra (1913)
- Sonata per a violoncel i piano (1914)
- Peça infantil (1924)
- Orquestració de 6 danses alemanyes de Franz Schubert (1931)
- Orquestració del Ricercare de l'Ofrena Musical de Johann Sebastian Bach (1935)